# Bowers Corner
Bowers Corner är en bergstopp i Antarktis. Den ligger i Västantarktis. Chile gör anspråk på området. Toppen på Bowers Corner är 702 meter över havet.
Terrängen runt Bowers Corner är kuperad åt nordväst, men åt sydost är den platt. Trakten är obefolkad. Det finns inga samhällen i närheten. 